# Гипертрофия

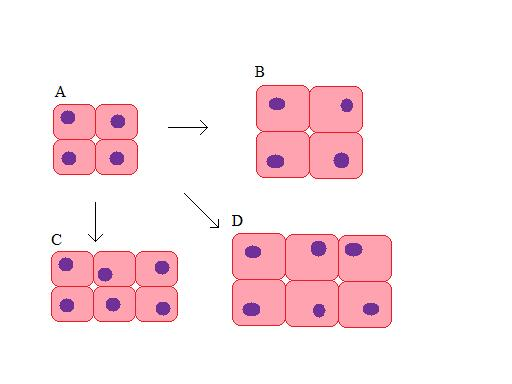
Нормальные клетки (А), гипертрофия (B), гиперплазия (C) и комбинация (D).

Гипертрофи́я (от др.-греч. ὑπερ- «чрез, слишком» + τροφή «еда, пища») — увеличение объёма и массы органа, клеток под влиянием различных факторов. Гипертрофия может быть истинной и ложной. При ложной гипертрофии увеличение органа обусловлено усиленным развитием жировой ткани. В основе истинной гипертрофии лежит увеличение объёма специфических функционирующих элементов органа.
Истинная гипертрофия часто развивается вследствие увеличенной функциональной нагрузки на тот или иной орган (так называемая рабочая гипертрофия). Примером такой гипертрофии служит мощное развитие мускулатуры у лиц, занимающихся физическим трудом, спортсменов. В зависимости от характера тренировок в мышцах могут возникнуть разные виды гипертрофии: саркоплазматическая и миофибриллярная.